# آنتون دوستلر
آنتون دوستلر (به آلمانی: Anton Dostler) (زاده ۱۰ می ۱۸۹۱، مرگ ۱ دسامبر ۱۹۴۵) یک ژنرال آلمانی در دوره رایش سوم و از ۲۶ سپتامبر ۱۹۴۱ تا ۹ آوریل ۱۹۴۲ فرمانده لشکر پنجاه و هفتم پیاده آلمان بود.وی در اولین دادگاه تشکیل شده بعد از جنگ جهانی دوم به جنایت جنگی متهم شد و در ۱ دسامبر ۱۹۴۵ تیرباران شد.